# Kinderdijk
Kinderdijk – wieś w Holandii w prowincji Holandia Południowa położona około 15 km na wschód od Rotterdamu. Kinderdijk jest położone na polderze, do którego osuszenia zbudowano system wiatraków, z których 19 zachowało się do dziś. W tej chwili jest to największe skupisko zabytkowych wiatraków w Holandii i jedna z najbardziej znanych atrakcji turystycznych Holandii. Wiatraki w Kinderdijk w roku 1997 zostały wpisane na listę światowego dziedzictwa UNESCO.